# 鹿島神社 (益子町)
鹿島神社（かしまじんじゃ）は、栃木県芳賀郡益子町にある神社。

## 概要
益子町の中心部、益子町役場の南方、益子駅の東方に鎮座している。
創建は、仁明天皇御代の承和12年（845年）9月28日とされる。大永・永禄年間に宇都宮忠綱、宇都宮広綱などが守護職と称して、慶長9年（1604年）には徳川家康より祭祀料として黒印を付し、慶安元年（1648年）9月に3代将軍徳川家光より社領七石の朱印を賜った。
明治10年（1877年）には社格村社に加列せられ、明治12年（1879年）に社殿を再建したが、大正4年（1915年）1月に大火に遭い、現在の社殿は昭和2年（1927年）10月4日に再建された。

## 祭神
- 武甕槌命

## 摂末社
境内社
- 八坂神社（やさかじんじゃ）[2]

境外社
- 太平神社（たへいじんじゃ）[3]

## 祭事
- 1月1日 - 歳旦祭・新春特別祈願祭
- 2月3日に近い土曜日 - 節分祭追儺式
- 3月9日 - 祈年祭（春祭）
- 6月24日 - 太平神社 献花祭・あじさい祭り[3]
- 6月最終土曜日 - 大祓・茅の輪くぐり神事
- 7月23日 - 八坂神社 祇園祭（夏祭・出御祭）[2]
  - 7月24日 - 御神酒頂戴式
  - 7月25日 - 神輿還御・御上覧
- 10月・11月中 - 七五三詣
- 11月15日 - 例大祭
- 12月31日 - 除夜祭